# Fuglsig
Fuglsig er en tidligere hovedgård 5 km sydøst for Hjørrings centrum. Den første ejer omtales i 1490, hvor gården sikkert har været en enestegård, altså har ligget uden for landsbyen og dens fællesskab. Den nævnes igen i 1617, nu som hovedgård. Der har været skiftende indtægter, og gården har modtaget en del tiende og bøndergods. Men i 1797 gik det så dårligt, at bønderne måtte bruge stråtagene som foder. Dengang blev gården solgt til et konsortium, hvoraf et medlem havde tilnavnet "Herregårdsslagteren". Siden gik det tilbage for gården, der langsomt fik frasolgt jorden indtil der til sidst kun var bygninger, have og grave tilbage, som kunne bære navnet Fuglsig videre.
I 1748 var der en brand, hvorefter man har bygget et trefløjet stuehus i bindingsværk. Stuehuset blev fredet i 1939 for at bevare en sal med en speciel malestil. Salen er kvadratisk og i barokt snit. Både vægge og gulve er bemalet i en variant af stilen grisaille. Farven pariserblåt er brugt til bemalingen, hvorved salen er mørk og har en speciel stemning.

## Ejere
- 1490 Hans Andersen
- 1617-1640 Niels Christensen Lange
- 1640-1652 Henrik Lange
- 1652 Niels Kaas
- 1653-1671 Henrik Lange
- 1671-1693 Hippolita Christophsdatter v. Hahn
- 1693-1694 Niels Lange og Anne Cathrine Lange
- 1695-1705 Anne Lange
- 1705-1720 Christian Georg von Møsting
- 1720-1728 Ingeborg Juel
- 1728-1734 Hedevig Vind, gift Holstein
- 1734-1742 Joh. Ludv. Holstein
- 1742 Claus Edvard Ermandinger
- 1742-1771 Jens Andersen Sand (1698-1770) Gift: 1. Anne Pallesdatter Kjærulf af Lerbæk, 2. Helle Margrethe Juulsbye
- 1771-1772 Hans Andersen Brønnum
- 1773-1797 Christen Aagaard
- 1797-1801 Konsortium
- 1801-1812 Mikkel Schiebsted
- 1812-1816 Peter Marcussen Wodschou
- 1816-1823 Hans Henrik Degner
- 1823-1824 Mikkel Schiebsted
- 1824-1844 Hans Henrik Degner
- 1844-1869 Willum Frederik Treschow og Michael H.J.D. Treschow
- 1869-1894 Lauritz Lassen
- 1894-1916 Holten Nikolaus Lützhøft
- 1916-1918 Konsortium
- 1918-1919 Chr. Nielsen Præstbro
- 1919-1924 Th. Isager
- 1924- Valdemar Pedersen
- L.K.Emmersen
- 1997 Kim Brodersen
- 2011- Carsten Christiansen

## Fuglsig trinbræt
Fuglsig fik i 1930 trinbræt på Hjørring-Hørby Jernbane (1913-53). Der var kun en jordperron uden venteskur. Trinbrættet blev ikke brugt ret meget, så det blev nedlagt midt i 1940'erne.